# Brixen im Thale
Brixen im Thale é um município da Áustria, situado no distrito de Kitzbühel, no estado do Tirol. Tem 31,36 km² de área e sua população em 2019 foi estimada em 2.639 habitantes.